# Sojus T-3
Sojus T-3 ist die Missionsbezeichnung für den am 27. November 1980 gestarteten Flug des sowjetischen Sojus-Raumschiffs zur sowjetischen Raumstation Saljut 6. Als fünfte Langzeitbesatzung dieser Station trug die Mission die Bezeichnung Saljut 6 EO-5. Es war der 14. Besuch eines bemannten Sojus-Raumschiffs bei dieser Raumstation und der 61. Flug im sowjetischen Sojusprogramm. 

## Besatzung

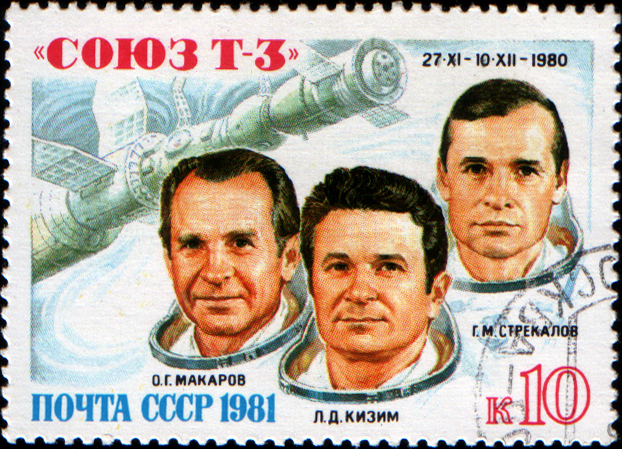
Die Hauptbesatzung auf einer sowjetischen Briefmarke (1981)

### Hauptbesatzung
- Leonid Denissowitsch Kisim (1. Raumflug), Kommandant
- Oleg Grigorjewitsch Makarow (3. Raumflug in den Orbit), Bordingenieur
- Gennadi Michailowitsch Strekalow (1. Raumflug), Forschungskosmonaut

Auch Makarow erreichte damit die sowjetische Rekordmarke von drei Flügen in den Orbit. Zusätzlich hatte er mit Sojus 18-1 einen Startabbruch erlebt.

### Ersatzmannschaft
- Wassili Grigorjewitsch Lasarew, Kommandant
- Wiktor Petrowitsch Sawinych, Bordingenieur
- Waleri Wladimirowitsch Poljakow, Forschungskosmonaut

Die Unterstützungsmannschaft bestand aus Juri Isaulow, Nikolai Rukawischnikow und Michail Potapow.

## Missionsüberblick
Im Mittelpunkt des Fluges stand die Erprobung der dreisitzigen Version des Sojus-T-Raumschiffs. Erstmals seit dem Flug von Sojus 11 im Jahr 1971 waren wieder drei Kosmonauten in einem Raumschiff gestartet, und zum ersten Mal bestand die Stammbesatzung von Saljut 6 aus drei Personen.
Im Übrigen war die Renovierung der Saljut-6-Station Inhalt des kurzen Fluges. Daneben wurden alle Experimente (Splaw, Kristall, Swetoblok und Oasis) in Betrieb genommen, mitgebrachte biologische Objekte beobachtet usw. Am 2. Dezember wurde das Experiment Mikroklima zur Verbesserung der Lebensbedingungen ausgeführt und mit Arbeiten an der Temperatursteuerung begonnen. Es wurde ein neues Gerät für den Wasserkreislauf mit vier Pumpen installiert. Am 4. Dezember wurde die Elektronik des Telemetriesystems ersetzt und am 5. Dezember Fehler in der Elektrik beseitigt. Andere Reparaturen betrafen den Austausch eines Programm- und Zeitsteuerungsgerätes in der Bordsteuerung (Die Bordsteuerung der Saljut 6 wie auch aller Sojus vor Sojus T  verwendeten keine digitale Bordrechner) und die Ersetzung einer Stromversorgung für den Kompressor im Treibstoffnachfüllsystem. Die Stammmannschaft EO-4, Popow und Rjumin, unterstützte aus dem ZUP (Steuerungszentrum) die Mannschaft mit Anleitungen für die Reparaturen.